# Matija Murko
Matija Murko [matíja múrko] (Drstelja, 10. veljače 1861. – Prag, 11. veljače 1951.), slovenski filolog, književni povjesničar, etnograf, slavist i urednik.
Bio je profesor slovenske filologije na sveučilištima u Beču, Grazu, Leipzigu te jugslavenskih jezika i književnosti na Karlovu sveučilištu u Pragu, a i predsjednik Slavenskog instituta u Pragu. U nizu članaka, rasprava i recenzija obrađivao je fonetske, morfološke, sintaktičke i dijalektalne pojave. Začetnik je komparativnog studija slavenskih književnosti. Suosnivač je filološke i kulturnopovijesne publikacije "Riječ i stvar", a surađivao je i pri izdavanju slavističkog časopisa Slavica.

## Izabrana bibliografija
- Miklošič in Hrvati : poslanica hrvatskemu akademičkemu društvu »Zvonimir« v Beču (1883) (COBISS)
- Enklitike v slovenščini. Napisal (1891–1892) (COBISS)
- Narodopisna razstava češkoslovanska v Pragi leta 1895. (1896) (COBISS)
- Deutsche Einflüsse auf die Anfänge der slawischen Romantik. I. Deutsche Einflüsse auf die Anfänge der böhmischen Romantik. Mit einem Anhang: Kollár in Jena und beim Wartburgfest 1897 (1897) (COBISS)
- Dr. Vatroslav Oblak. S podobo. (1899) (COBISS)
- Vatroslav Oblak. Ein Beitrag zur Geschichte der neuesten Slavistik (1902) (COBISS)
- Die slawische Liturgie an der Adria (1905) (COBISS)
- Milivoj Šrepel. Ponatis iz »Ljubljanskega Zvona« leto 1905 (1905) (COBISS)
- Geschichte der alteren sudslawischen Litteraturen (1908) (COBISS)
- Vrazove za tisk pripravljene slovenske pesmi (1910) (COBISS)
- Nauka o jeziku i književnosti Hrvata i Srba (1911) (COBISS)
- Rodoljubna knjiga brez rodoljubja. Martin Žunkovič, Die Slaven, ein Urvolk Europas. (1911) (COBISS)
- Zur Kritik der Geschichte der älteren südslawischen Litteraturen. An die Leser des »Archivs für slawische Philologie.« (1911) (COBISS)
- Die Schrôpfkopfe bei den Slaven. Sltv. bańa, banka, lat.belnea. (1913) (COBISS)
- Beáricht über phonographische Aufnahme epischer Volkslider im mittleren Bosnie und inî der Herzegovina im Sommer 1913 von Matthias Murko (1915) (COBISS)
- Staat und Gesellschaft im mittelalterilchen Serbieu. ... Denkschriften der kaiserilchen Akademie der Wissenschaften in Wien. (1915) (COBISS)
- Das serbische Geistesleben (1916) (COBISS)
- Die slawische Philologie in Deutschlan (1917) (COBISS)
- Dobrozdáni o návrhu Rukověti slovanske filologie (1925) (COBISS)
- Die Bedeutung der Reformation und Gegenreformation für das geistige Leben der Südslaven (1927) (COBISS)
- La poésie populaire épique en Yougoslavie au début XXe si`ecle (1929) (COBISS)
- Velika zbirka slovenskih narodnih pesmi z melodijami (1929) (COBISS)
- Das Original von Goethes »Klaggesang von der edlen Frauen des Asan Aga« [Asanaginica] in der Literatur und im Volksmunde durch 1500 Jahre (1937) (COBISS)
- Rozpravy z oboru slovanské filologie. Uspořádal Jiřá Horá (1937) (COBISS)
- Spomeni mojega Života (1939) (COBISS)
- Paměti. [Zapsal Stanislav Petira.] (1949) (COBISS)
- Spomini (1951) (COBISS)
- Tragom srpsko-hrvatske narodne epike. Putovanja u godinama 1930. – 1932. (1951) (COBISS)